# Patrick Calvar
 (décembre 2022).
La mise en forme du texte ne suit pas les recommandations de Wikipédia : il faut le « wikifier ».
Les points d'amélioration suivants sont les cas les plus fréquents. Le détail des points à revoir est peut-être précisé sur la page de discussion.
- Les titres sont pré-formatés par le logiciel. Ils ne sont ni en capitales, ni en gras.
- Le texte ne doit pas être écrit en capitales (les noms de famille non plus), ni en gras, ni en italique, ni en « petit »…
- Le gras n'est utilisé que pour surligner le titre de l'article dans l'introduction, une seule fois.
- L'italique est rarement utilisé : mots en langue étrangère, titres d'œuvres, noms de bateaux, etc.
- Les citations ne sont pas en italique mais en corps de texte normal. Elles sont entourées par des guillemets français : « et ».
- Les listes à puces sont à éviter, des paragraphes rédigés étant largement préférés. Les tableaux sont à réserver à la présentation de données structurées (résultats, etc.).
- Les appels de note de bas de page (petits chiffres en exposant, introduits par l'outil «  Source ») sont à placer entre la fin de phrase et le point final[comme ça].
- Les liens internes (vers d'autres articles de Wikipédia) sont à choisir avec parcimonie. Créez des liens vers des articles approfondissant le sujet. Les termes génériques sans rapport avec le sujet sont à éviter, ainsi que les répétitions de liens vers un même terme.
- Les liens externes sont à placer uniquement dans une section « Liens externes », à la fin de l'article. Ces liens sont à choisir avec parcimonie suivant les règles définies. Si un lien sert de source à l'article, son insertion dans le texte est à faire par les notes de bas de page.
- La présentation des références doit suivre les conventions bibliographiques. Il est recommandé d'utiliser les modèles {{Ouvrage}}, {{Chapitre}}, {{Article}}, {{Lien web}} et/ou {{Bibliographie}}. Le mode d'édition visuel peut mettre en forme automatiquement les références.
- Insérer une infobox (cadre d'informations à droite) n'est pas obligatoire pour parachever la mise en page.

Pour une aide détaillée, merci de consulter Aide:Wikification.
Si vous pensez que ces points ont été résolus, vous pouvez retirer ce bandeau et améliorer la mise en forme d'un autre article.
Patrick Calvar, né le 26 novembre 1955 à Antsirabe (Madagascar), est un commissaire de police français, directeur de la direction générale de la Sécurité intérieure (DGSI) du 30 mai 2012 au 31 mai 2017.

## Biographie

### Origines et études
Fils d'un gendarme combattant d'Indochine, il débute comme inspecteur en région parisienne avant de devenir commissaire.

### Carrière professionnelle[2],[3],[4]
- 1977 : inspecteur de police
- 1983 : commissaire de police (34e promotion)
- 1984-1993 : en poste à la direction de la Surveillance du territoire (DST)
- 1991 : commissaire principal
- 1993-1995 : chef de la section recherches des Renseignements généraux à Rennes
- 1995-1997 : en poste à sous-direction de la lutte antiterrorisme de la DST
- 1996 : commissaire divisionnaire
- 1997-2000 : attaché de police à l'ambassade de France à Londres
- 2000-2004 : directeur zonal de la DST à Marseille
- 2004-2007 : sous-directeur du contre-terrorisme et du monde arabo-musulman à la DST
- 2005 : contrôleur général
- 2007-2008 : directeur adjoint de la DST
- 2008-2009 : directeur central adjoint opérationnel à la direction centrale du Renseignement intérieur (DCRI)
- 2008 : inspecteur général
- 2009-2012 : directeur du renseignement à la direction générale de la Sécurité extérieure (DGSE)
- 2012-2014 : directeur central du Renseignement intérieur[5]
- 2014-2017[6] : directeur général de la Sécurité intérieure[7]

Avec Marine Deniau, son ancienne cheffe de cabinet au sein de la DGSI, il crée une société de service dont il vend l'expertise aux forces de police et aux services secrets français.
Il rejoint en 2024 comme consultant la société américaine Kharon, spécialisée dans les enquêtes sur le respect des sanctions économiques édictées par les autorités américaines.

## Divers
Il participe à la réunion du groupe Bilderberg de 2015,.
Il occupe le poste de conseiller spécial de l'Institut Montaigne.

## Décorations
- Officier de la Légion d'honneur (2016)[13]
- Chevalier de l'ordre national du Mérite depuis le 15 novembre 2004